# ちゃたん恵み温泉
ちゃたん恵み温泉（ちゃたんめぐみおんせん）は、沖縄県北谷町美浜の北谷町運動公園内にある温泉。別名、美浜の湯（みはまのゆ）。共立メンテナンスが運営するTerme VILLA ちゅらーゆという日帰り入浴施設があり、サンセットビーチと呼ばれる海水浴場に隣接した屋外温泉プールを併設する。

## 泉質
- ナトリウム－炭酸水素塩泉

施設内の露天風呂では源泉かけ流しで提供されている。

## 温泉街
1988年（昭和63年）に造成された温泉施設で、埋め立て地の開発事業として隣接のリゾートホテルとともに計画された。着工は2000年（平成12年）。2004年（平成16年）4月に営業を開始した。
当施設の500メートルほど北に、ベッセルホテル開発が運営する「北谷温泉」を名乗るリゾートホテルが2020年に開業した。
周辺はアメリカンビレッジと呼ばれる一大リゾート地区となっており、リゾートホテルやショッピングセンターなどが建ち並ぶ。

## アクセス
- 那覇空港よりバスで約1時間。「軍病院前」バス停より徒歩約8分。[2]
- 町営の無料駐車場（約1500台）が利用できる。